# Bolbometopon muricatum
El loro cototo verde (Bolbometopon muricatum) es una especie de peces de la familia Scaridae en el orden de los Perciformes. Es la única especie del género Bolbometopon.

## Morfología
Los machos pueden llegar alcanzar los 130 cm de longitud total y los 46 kg de peso. Es la especie más grande de los escáridos.

## Distribución geográfica
Se encuentra desde el Mar Rojo y el África Oriental hasta Samoa, las Islas de la Línea, la Gran Barrera de Coral, el Triángulo de coral y Nueva Caledonia.